# 訃報 2000年5月
訃報 2000年5月（ふほう 2000ねん5がつ）では、2000年（平成12年）5月中に物故した、又は物故が報じられた人物についてまとめる。

## （1日 - 15日）

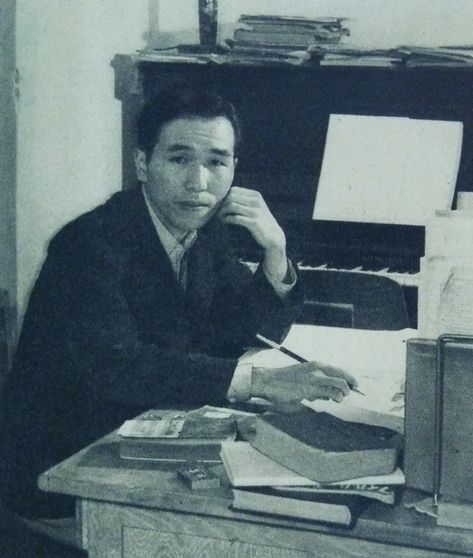
中田喜直／5月3日没

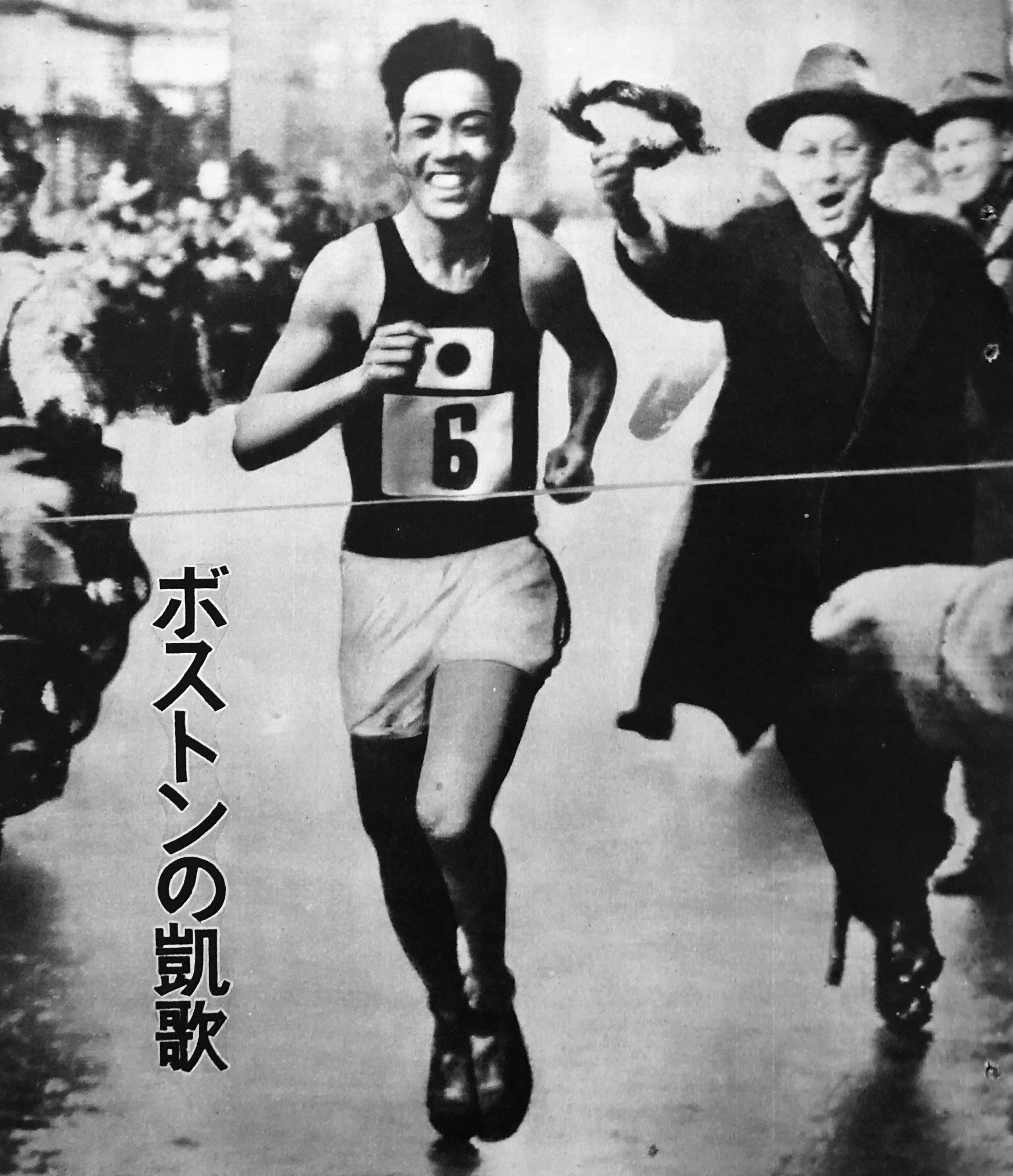
濱村秀雄／5月7日没

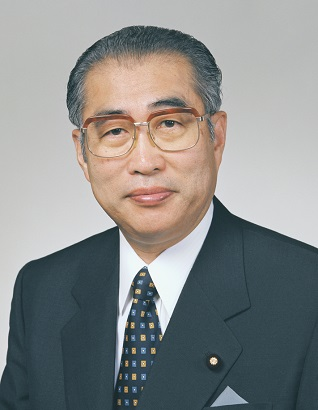
小渕恵三／5月14日没

- 5月1日 - 加藤省吾、作詞家（* 1914年）
- 5月1日 - 中山あい子、小説家（* 1923年）
- 5月3日 - 中田喜直、作曲家（* 1923年）
- 5月4日 - 仲木繁夫、映画監督（* 1908年）
- 5月5日 - 奥野高廣、歴史学者（* 1904年）
- 5月6日 - 岩倉政治、小説家（* 1903年）
- 5月6日 - 森真章、医学博士、埼玉中央病院皮膚科部長（* 1919年）
- 5月7日 - 濱村秀雄、陸上競技選手（* 1928年）
- 5月9日 - 峰隆一郎、小説家（* 1931年）
- 5月10日 - 小前博文、プロ野球選手（* 1921年）
- 5月10日 - 塩沢兼人、声優（* 1954年）
- 5月13日 - ジャンボ鶴田、プロレスラー（* 1951年）
- 5月14日 - 丸尾千年次、プロ野球選手（* 1917年）
- 5月14日 - 小渕恵三、第84代内閣総理大臣（* 1937年）
- 5月14日 - 三浦洋一、俳優（* 1954年）

## （16日 - 31日）

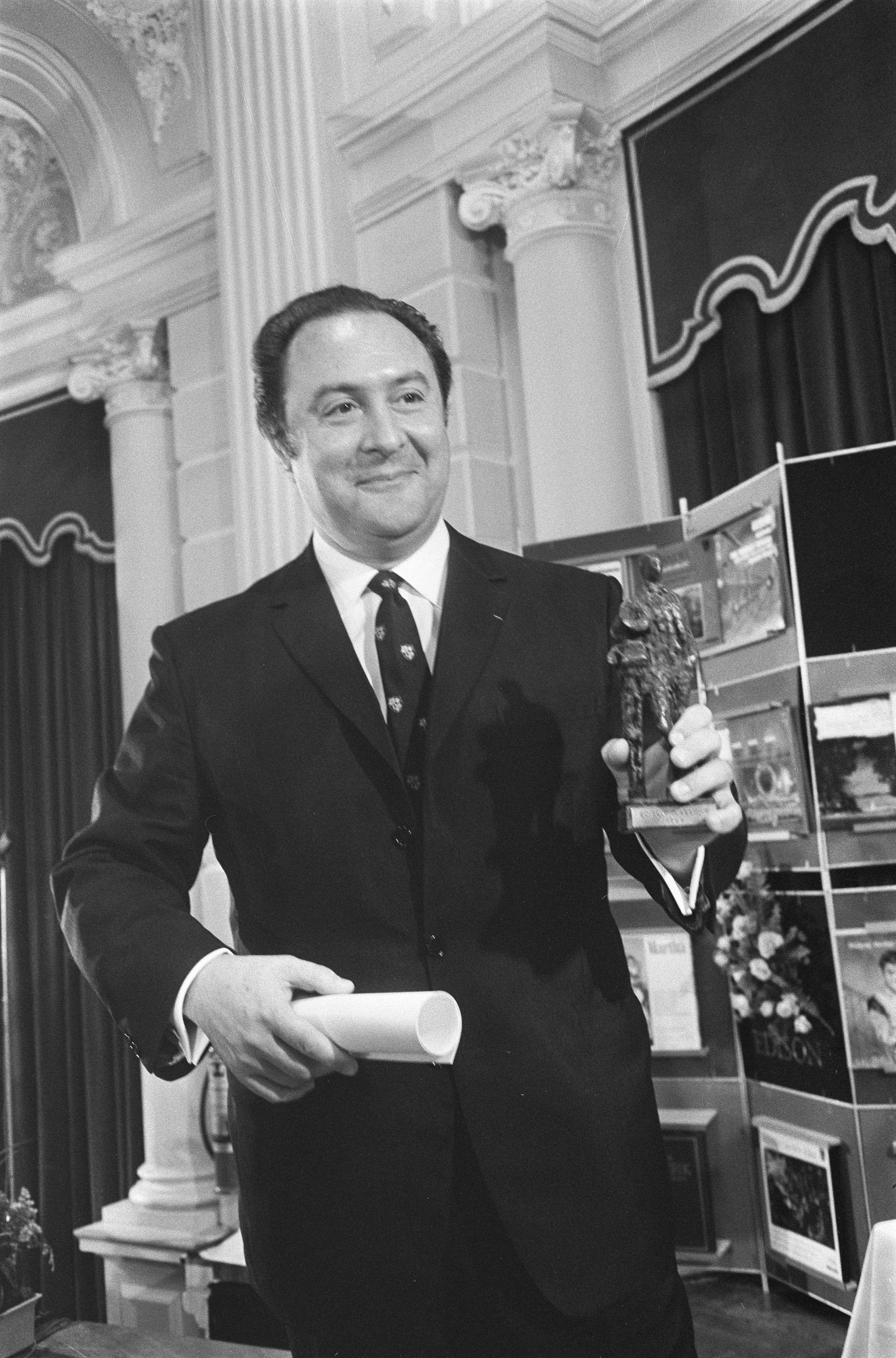
ジャン＝ピエール・ランパル／5月20日没

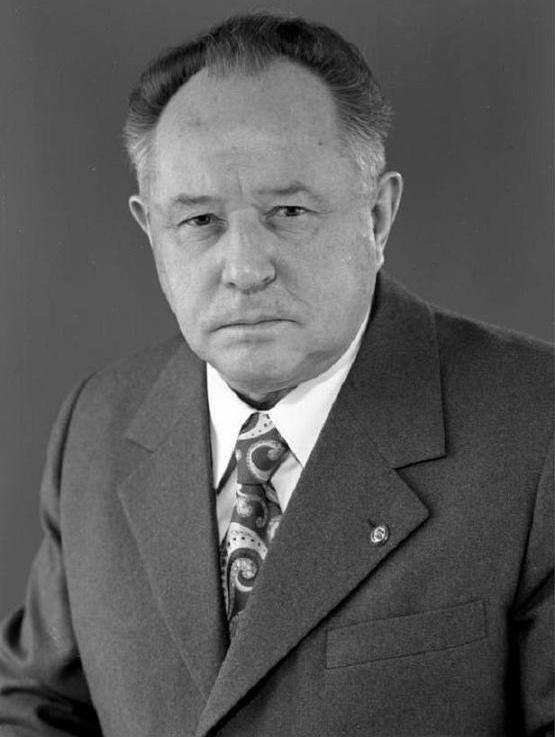
エーリッヒ・ミールケ／5月21日没

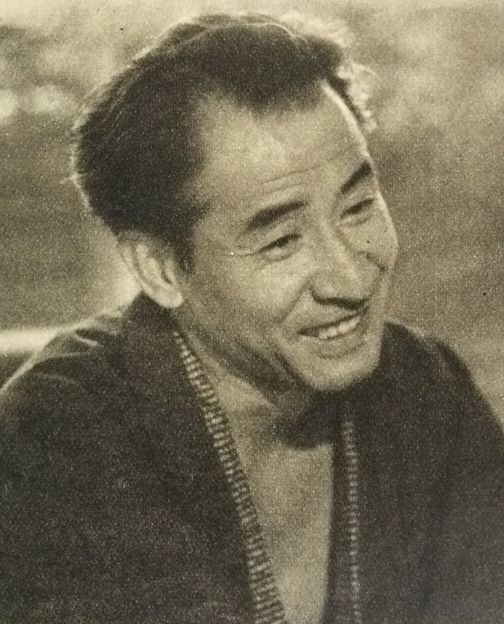
山村聰／5月26日没

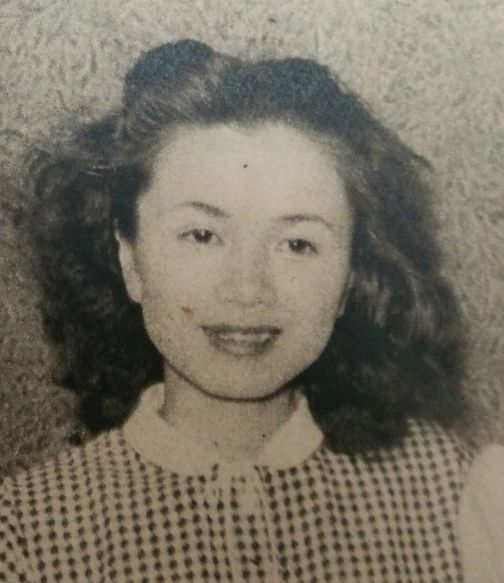
池真理子／5月30日没

- 5月20日 - ジャン＝ピエール・ランパル、フルート奏者（* 1922年）
- 5月21日 - エーリッヒ・ミールケ、東ドイツ国家保安相（* 1907年）
- 5月21日 - マーク・R・ヒューズ、ハーバライフ創立者（* 1956年）
- 5月24日 - 小田切秀雄、文芸評論家・近代文学研究者（* 1916年）
- 5月26日 - 山村聰、俳優（* 1910年）
- 5月28日 - ドナルド・ワッツ・デービス、計算機科学研究者（* 1924年）
- 5月30日 - 池真理子、歌手（* 1917年）
- 5月30日 - 井上大輔、ジャッキー吉川とブルー・コメッツメンバー・作曲家（* 1941年）